# Янчевський Микола Миколайович
Микола Миколайович Янчевський (* 4 грудня 1875, смт. Ямпіль, Сумська область — † 1935) — генерал-хорунжий Армії УНР, військовий діяч.

## Життєпис

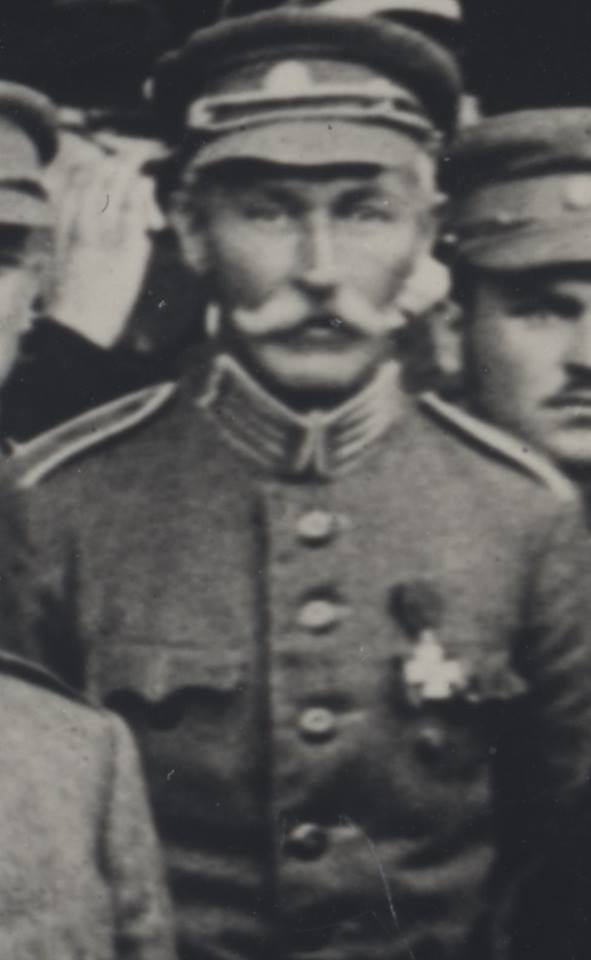
Полковник Микола Янчевський, начальник інспекторської частини штабу 6-ї Січової дивізії Армії УНР, під час параду український військ у Києві, 8 травня 1920 року

Походив з родини священика м. Ямпіль Глухівського повіту Чернігівської губернії. Закінчив Чернігівську духовну семінарію, а у 1898 Чугуївське піхотне юнкерське училище.
У складі 165-го піхотного Луцького полку взяв участь у Першій світовій війні, командував ротою, батальйоном.
З 30 серпня 1917 полковник.
З 1 травня 1918 командир 1-го куреня 3-го Сердюцького полку Сердюцької дивізії гетьмана П. Скоропадського. З 20 грудня 1918 помічник командира 3-го полку Січових стрільців з господарчої частини.
З 1 березня 1920 начальник інспекторської частини штабу 6-ї Січової дивізії Армії УНР. З 8 липня 1920 булавний старшина для доручень при інспекторі піхоти Армії УНР. У 1921 голова комісії зі збору реєстраційних карток та перевірці рангів старшин Армії УНР.
На еміграції в Польщі, співробітник журналу «Табор». Подальша доля невідома.